# Goldbusch

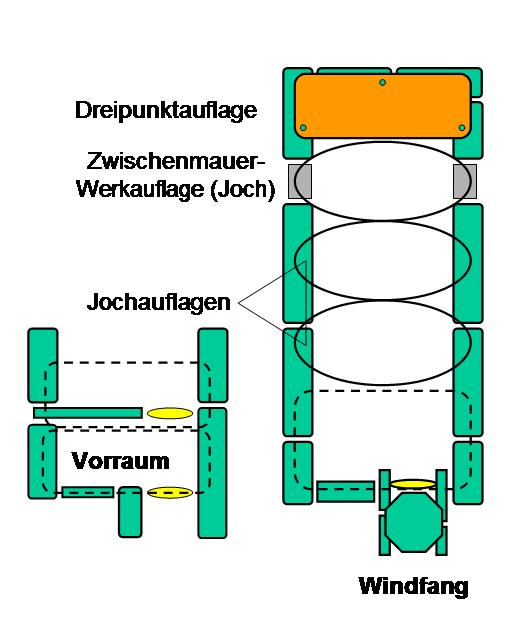
Schema Großdolmen

Der Goldbusch ist ein Großdolmen, eine prähistorische Grabanlage. Er liegt zwischen Altensien und Moritzdorf auf der Ostseeinsel Rügen. Das Großsteingrab mit der Sprockhoff-Nr. 508 entstand zwischen 3500 und 2800 v. Chr. in der Jungsteinzeit als Megalithanlage der Trichterbecherkultur (TBK). „Neolithische Monumente sind Ausdruck der Kultur und Ideologie jungsteinzeitlicher Gesellschaften. Ihre Entstehung und Funktion gelten als Kennzeichen der sozialen Entwicklung“.

## Aufbau
Die etwa 3,5 m lange, 2,4 m breite und 1,2 m hohe Grabkammer verfügt über aus 7 großen und einem kleinen Tragstein gebildete Seitenwände. Auf den Tragsteinen lagen ursprünglich drei Decksteine, von denen einer erhalten ist. Am Deckstein sind 27 flache Vertiefungen, so genannte Schälchen, festzustellen. Die in Ost-West-Richtung verlaufende Grabkammer war früher vollständig von einem Hügel überdeckt und nur durch einen schmalen Gang, der in die westliche Schmalseite mündet, was ansonsten in Mecklenburg-Vorpommern nur noch ein weiteres Mal vorkommt. Der Gang besteht aus Rotsandsteinplatten. Die dem Gang gegenüber liegende Schmalseite der Kammer wird durch einen einzigen großen Stein gebildet. Bei vergleichbaren Anlagen findet sich häufig eine steinerne Einfassung der Gesamtanlage (Hünenbett). Vergleichbares fehlt beim Goldbusch, war möglicherweise jedoch vorhanden. Möglicherweise lag die Anlage ursprünglich unter einem mit Rollsteinen abgedeckten Erdhügel.

## Geschichte
Die Grabanlage wurde in der Jungsteinzeit durch die bäuerliche Bevölkerung der Trichterbecherkultur errichtet und über mehrere Jahrhunderte genutzt. Die Toten sollen über längere Zeiträume im Freien aufgebahrt worden sein. Die Knochen wurden gemeinsam mit den Grabbeigaben in der Kammer niedergelegt. In räumlicher Nähe zum Goldbusch bestand eine Vielzahl ähnlicher Bauwerke. Auf der Hagenowschen Karte von 1829 sind auf dem wenig mehr als zwei Kilometer langen Gebiet zwischen Altensien und Seedorf noch 43 Großsteingräber eingezeichnet. Hiervon blieb allein der in unmittelbarer Nähe zum Ufer des Selliner Sees befindliche Goldbusch teilweise erhalten.

## Ergebnis der Ausgrabung
Im Jahr 1969 fand eine von Ewald Schuldt geleitete Ausgrabung am Goldbusch statt. Die Grabkammer war zu dieser Zeit bereits stark zerstört. Es wurde festgestellt, dass die Tragsteine der Kammer nicht in den Boden eingetieft wurden, sondern nur aufliegen und mit Steinkeilen und Lehm befestigt sind, was auf eine späte Entstehung deutet, da die frühen Anlagen zum Teil sehr tief im Boden errichtet wurden. Der Deckstein war in die Grabkammer gerutscht. Es konnten nur noch Reste der ursprünglichen Grabbeigaben gefunden werden. Neben Pfeilspitzen und sechs Beile aus Feuerstein wurden, ein Hohlmeißel, diverse Tonscherben und zwei verzierte Tongefäße gefunden.